# Santiago Aldama
Santiago Aldama Alesón (* 7. Dezember 1968 in Quel, La Rioja) ist ein ehemaliger spanischer Basketballspieler.

## Werdegang
Der 2,13 Meter große Aldama gab 1987 beim CB Saragossa seinen Einstand in der höchsten spanischen Spielklasse, Liga ACB. In der Saison 1989/90 gewann er mit Zaragoza den Königspokal. Er spielte zunächst bis 1990 für die Mannschaft, wechselte dann für eine Saison (1990/91) zum ABC-Konkurrenten Huesca La Magia und 1991 nach Zaragoza zurück. 1992/93 erreichte der Innenspieler mit 5,8 Punkten pro Begegnung den Höchstwert seiner Zeit in der Liga ACB. 1994 verließ er Zaragoza und schloss sich Fórum Valladolid an. 1995 wurde Aldama von C.B. Gran Canaria verpflichtet. Die Mannschaft wurde sein letzter Halt in der Liga ACB. Im Januar 1997 trennte er sich von C.B. Gran Canaria und spielte in der unterklassigen Liga EBA für Helios Zaragoza.
Die einzige Auslandsstation in Aldamas Laufbahn als Berufsbasketballspieler war zu Beginn der Saison 1997/98 die Mannschaft FC Porto im Nachbarland Portugal. Schon im Oktober 1997 kehrte er zu Helios Zaragoza zurück, spielte bis 2000 für die Mannschaft in der Liga EBA. Im Spieljahr 2000/01 stand Aldama in Diensten des Zweitligisten Drac Inca, von 2001 bis 2003 spielte er zum Abschluss seiner Leistungsbasketballlaufbahn ebenfalls in der zweiten Liga für den Club Ourense.

### Nationalmannschaft
Aldama nahm 1992 mit Spaniens Nationalmannschaft an den Olympischen Sommerspielen in Barcelona teil, er erzielte im Turnierverlauf 1,8 Punkte je Begegnung. Im Spiel um den neunten Platz kam es in Folge eines Ellenbogenschlags gegen Aldama zu einer Massenprügelei. Er bestritt insgesamt 23 A-Länderspiele für sein Heimatland. In der Altersklasse U22 gewann er 1990 mit Spanien Silber bei der Europameisterschaft.

## Familie
Sein Sohn Santi Aldama sowie sein Schwager Santi Toledo wurden ebenfalls Berufsbasketballspieler.